# 極東慰安唱歌
『極東慰安唱歌』（きょくとういあんしょうか）は、″戸川純ユニット″名義で発売された戸川純の2枚目のオリジナル・アルバム。1985年3月25日にアルファレコード-YENレーベルより発売された。

## 概要
″戸川純ユニット″のメンバーは、戸川純（歌唱）、吉川洋一郎（サウンドプロデュース）、飯尾芳史（レコーディングエンジニア）の3人である。
沖縄民謡、小学校校歌、童謡など楽曲のジャンルは多岐に亘る。オリジナルのLP盤は45回転LPで発売された。
1987年に初CD化された際にオリジナルの9曲に「家畜海峡」「人間合格」を追加収録、全11曲を収録。（以後再発盤も11曲）
2006年にはSony Music Directより本作を含むアルファレコード時代の戸川純関連アルバム9作（上野耕路、戸川京子作品含む）がデジタルリマスタリングされた音源に帯、レコードレーベル、歌詞カード等が再現された紙ジャケット仕様で復刻された。なおジャケットはオリジナル・レコード盤ではE式であったが、この紙ジャケット盤ではA式になり、オリジナルを再現していない。また同時に戸川純関連映像作品2作もDVDで復刻された。

## 収録曲
1. 眼球綺譚
作詞：戸川純／作曲：戸川純、吉川洋一郎／編曲：吉川洋一郎、飯尾芳史
  - タイトルはジョルジュ・バタイユ『眼球譚』と江戸川乱歩『パノラマ島奇談』からの引用[1]。
  - ドラムに高橋幸宏が参加。
2. 海ヤカラ
（沖縄民謡）補作詞：滝原康盛／編曲：吉川洋一郎、飯尾芳史
3. 戸山小学校校歌 〜赤組のうた
「戸山小学校校歌」作詞：葛原しげる／作曲：弘田龍太郎／編曲：吉川洋一郎、飯尾芳史
「赤組のうた」作詞：不詳／作曲：不詳／編曲：吉川洋一郎、飯尾芳史
  - 戸川の母校である新宿区立戸山小学校の校歌と（在籍当時使われていた）応援歌[2]。
  - 曲中に当時の朝日新聞ニュースのジングルとヘリコプターの音が収められている[3]。
4. 無題
（アンデス民謡）作詞：戸川純／編曲：吉川洋一郎、飯尾芳史
  - モンゴルをテーマにした歌詞だが、曲はアンデス民謡である[4]。歌詞に登場する″海蜘蛛″は実在しない[5]。
  - タイトルがどうしても思いつかず、「一生に一度は『無題』を使いたい」という思いで付けた[5]。
5. 家畜海峡
作詞：戸川純／作曲：戸川純
  - CDのみ収録。カセットブック『アルファベット』収録の「G」が原曲。タイトルは水上勉『飢餓海峡』から取られた[6]。沼正三『家畜人ヤプー』とは無関係[6]。
6. 人間合格
作詞：戸川純／作曲：戸川純
  - CDのみ収録。戸川いわく、1950年代のヒット曲「クレイジー・ラブ」にコードやリズムが酷似している[7]。
7. 極東花嫁
作詞：真名杏樹／作曲：吉川洋一郎／編曲：吉川洋一郎、飯尾芳史
  - 戸川は、吉川から歌詞を渡された際に、自分と歌詞の使い方が違うことに戸惑ったが、「これはソロじゃなくて戸川純ユニットというユニット」と割り切って歌うことにした[8]。
8. ある晴れた日
訳詞：堀内敬三／作曲：プッチーニ／編曲：吉川洋一郎、飯尾芳史
  - ジャコモ・プッチーニ作曲のオペラ『蝶々夫人』のアリア「ある晴れた日に」。
9. 極東慰安唱歌
作詞：戸川純／作曲：比賀江隆男／編曲：吉川洋一郎、飯尾芳史
  - 原曲はアルファレコードのYENレーベルが製作した告知用の非売品ソノシートでBGMとして流れていた曲で、戸川が気に入りアルバムに収録した[9]。
  - 当初のタイトルは作曲した比賀江隆男の愛称から「スーちゃんの唄」だった。その後「日の丸ちゃん」を経て現在のタイトルとなった[9]。
  - 歌詞の「桜」について、インターネット上の歌詞サイトなどでは片仮名で「サクラ」と表記されているものがあるが、漢字表記の「桜」が戸川の意図する表記である[10]。
10. 勅使河原美加の半生
作詞：戸川純／作曲：吉川洋一郎／編曲：吉川洋一郎、飯尾芳史
  - タイトルの「勅使河原美加」は当時のアルファレコード社員で、戸川の広報担当の名前を借用したもの[8]。当初は映画『鬼龍院花子の生涯』からの引用で「勅使河原美加の生涯」にするつもりだったが、歌詞を見た本人の要望で「生涯」を「半生」に変更した[8]。
11. 夢見る約束
作詞：細野晴臣／作曲：細野晴臣／編曲：吉川洋一郎、飯尾芳史
  - 細野晴臣の同名曲のカヴァー。

## クレジット

### ミュージシャン
- 戸川純
- 吉川洋一郎
- 飯尾芳史
- 佐藤康和（COURTESY OF CANYON RECORDS）
- 長谷川友樹
- 加藤STRINGS
- 高橋幸宏

## 発売形態
| 形態         | 発売日         | 品番       | 発売元                                            | 備考 |
| ------------ | -------------- | ---------- | ------------------------------------------------- | --- |
| LP           | 1985年03月25日 | YLR-22006  | アルファレコード/YEN 販売元：ワーナー・パイオニア | オリジナル発売日。 |
| CT           | 1985年03月25日 | YLC-22004  | アルファレコード/YEN 販売元：ワーナー・パイオニア | |
| CD           | 1987年04月25日 | 32XA-150   | アルファレコード/HYS 販売元：ワーナー・パイオニア | 【初CD化】 |
| CD           | 1993年08月21日 | ALCA-514   | アルファレコード 販売元：日本コロムビア           | 【CD再発】 |
| CD           | 1994年12月21日 | ALCA-9127  | アルファミュージック 販売元：東芝EMI              | 【CD再発】 |
| CD           | 1996年12月18日 | ALCA-5136  | アルファミュージック 販売元：東芝EMI              | 【CD BOX】18枚組BOX SET『YEN Box Vol.2』のDisc.14として。単独発売なし。1996年リマスタリング/紙ジャケット仕様（E式）                           |
| CD           | 2006年02月22日 | MHCL-714   | Sony Music Direct                                 | 【CD再発】 ※完全限定生産盤 2006年デジタルリマスタリング/紙ジャケット仕様（A式、オリジナルLP盤のE式を再現していない）                          |
| Blu-spec CD  | 2011年05月11日 | MHCL-20134 | Sony Music Direct                                 | 【CD再発】 ※2006年盤をBlu-spec CD化。完全限定生産盤 2006年デジタルリマスタリング/紙ジャケット仕様（A式、オリジナルLP盤のE式を再現していない） |
| Blu-spec CD2 | 2016年12月21日 | MHCL-30428 | Sony Music Direct                                 | 【CD再発】2016年デジタルリマスタリング。 |

### 音楽配信
※ダウンロード販売で、音楽配信されている。
| 形態         | 発売日         | 配信サイト       | 発売元            | 備考                                                |
| ------------ | -------------- | ---------------- | ----------------- | --------------------------------------------------- |
| 配信         | 2014年02月06日 | iTunes、mora他。 | Sony Music Direct | 2006年デジタルリマスタリング。                      |
| 配信         | 2016年12月21日 | iTunes、mora他。 | Sony Music Direct | 2016年デジタルリマスタリング。                      |
| ハイレゾ配信 | 2016年12月21日 | mora他。         | Sony Music Direct | 【初ハイレゾ音源化】 2016年デジタルリマスタリング。 |